# Mistrzostwa Świata Juniorów w Hokeju na Lodzie 2013
37. Mistrzostwa Świata Juniorów w Hokeju na Lodzie – turniej hokejowy, który odbył się od 26 grudnia 2012 do 5 stycznia 2013 w rosyjskim mieście Ufa. Mecze rozgrywane były w dwóch halach: Ufa Arena oraz Pałac Lodowy Saławat Jułajew. Były to pierwsze w historii mistrzostwa w tym mieście, zaś po raz czwarty zawodnicy tej kategorii wiekowej rozegrają turniej o mistrzostwo świata w Rosji. Poprzednio to państwo organizowało czempionat w 2001 roku.
Obrońcą tytułu mistrzowskiego była reprezentacja Szwecji, która w 2012 roku w Calgary pokonała po dogrywce Rosję 1:0.
Złoty medal zdobyli reprezentanci Stanów Zjednoczonych pokonując w finale Szwedów 1:3. Było to trzecie w historii zwycięstwo tej reprezentacji, a pierwsze od 2010 roku. Po raz pierwszy od 1998 roku drużyna Kanady nie zdobyła medalu w tych rozgrywkach.

## Elita
| Lp. | Drużyna           |
| --- | ----------------- |
|     | Stany Zjednoczone |
|     | Szwecja           |
|     | Rosja             |
| 4   | Kanada            |
| 5   | Czechy            |
| 6   | Szwajcaria        |
| 7   | Finlandia         |
| 8   | Słowacja          |
| 9   | Niemcy            |
| 10  | Łotwa             |

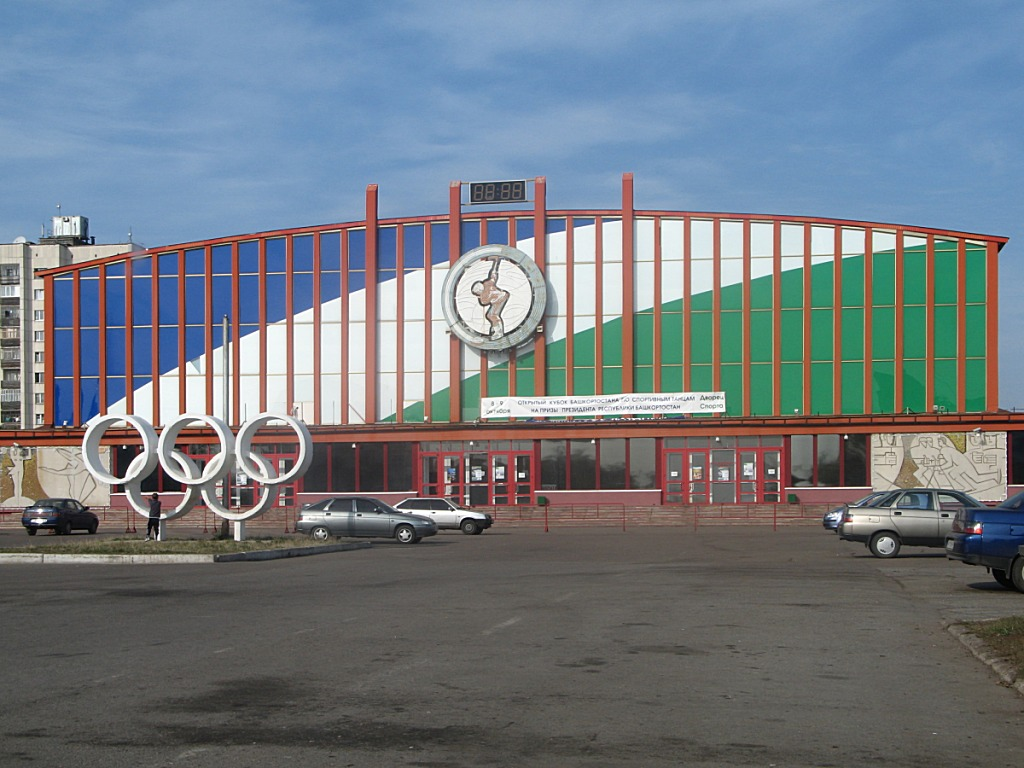
Pałac Lodowy Saławat Jułajew

W tej części mistrzostw uczestniczy 10 najlepszych drużyn na świecie. System rozgrywania meczów jest inny niż w niższych dywizjach. Najpierw drużyny grają w dwóch grupach, każda po 5 drużyn. Z niej najlepsza bezpośrednio awansuje do półfinałów, a z miejsc drugich i trzecich, walczą na krzyż między sobą o awans do finałowej czwórki. Najgorsze dwie drużyny każdej z grup walczą w meczach między sobą o utrzymanie w elicie. Najgorsza drużyna spada do pierwszej dywizji.
Hale w których odbyły się zawody to:

Ufa Arena (o pojemności 8.250 miejsc)

Pałac Lodowy Saławat Jułajew (o pojemności 4.043 miejsc)
Meczem otwarcia w turnieju juniorów było spotkanie Łotwa - Finlandia odbyło się ono 26 grudnia 2012 roku w Pałacu Lodowym. Strzelcem pierwszej bramki turnieju został Fin Lehkonen. Dzień później w meczu pomiędzy Stanami Zjednoczonymi i Niemcami strzelono najszybszą bramkę mistrzostw. W dziewiętnastej sekundzie meczu do bramki rywali trafił Kuraly. Najwartościowszym zawodnikiem mistrzostw został wybrany Amerykanin grający na pozycji bramkarza - John Gibson.

## Pierwsza dywizja
Grupa A
| Lp. | Drużyna  |
| --- | -------- |
| 1   | Norwegia |
| 2   | Białoruś |
| 3   | Dania    |
| 4   | Słowenia |
| 5   | Austria  |
| 6   | Francja  |

Grupa B
| Lp. | Drużyna         |
| --- | --------------- |
| 1   | Polska          |
| 2   | Kazachstan      |
| 3   | Włochy          |
| 4   | Ukraina         |
| 5   | Wielka Brytania |
| 6   | Chorwacja       |

W mistrzostwach pierwszej dywizji uczestniczy 12 zespołów, które zostały podzielone na dwie grupy po 6 zespołów. Rozegrają one mecze systemem każdy z każdym. Zwycięzca turnieju grupy A awansuje do mistrzostw świata elity w 2014 roku, zaś najsłabsza drużyna grupy B spadnie do drugiej dywizji.
Turniej Grupy A odbył się w dniach 9 – 15 grudnia 2012 roku we Francji (Amiens). 
Turniej Grupy B odbył się w dniach 10 – 16 grudnia 2012 roku na Ukrainie (Donieck).
Awans do Elity MŚ wywalczyła kadra Norwegii, natomiast do pierwszej dywizji grupy B została zdegradowana Francja. Do grupy A pierwszej dywizji awansowała Polska, zaś do drugiej dywizji grupy B spadła Chorwacja.

## Druga dywizja
Grupa A
| Lp. | Drużyna   |
| --- | --------- |
| 1   | Japonia   |
| 2   | Węgry     |
| 3   | Rumunia   |
| 4   | Holandia  |
| 5   | Litwa     |
| 6   | Hiszpania |

Grupa B
| Lp. | Drużyna          |
| --- | ---------------- |
| 1   | Estonia          |
| 2   | Korea Południowa |
| 3   | Serbia           |
| 4   | Australia        |
| 5   | Islandia         |
| 6   | Belgia           |

W mistrzostwach drugiej dywizji uczestniczy 12 zespołów, które zostały podzielone na dwie grupy po 6 zespołów. Rozegrają one mecze systemem każdy z każdym. Zwycięzca turnieju grupy A awansuje do mistrzostw świata pierwszej dywizji w 2014 roku, zaś najsłabsza drużyna grupy B spadnie do trzeciej dywizji.
Turniej Grupy A odbył się w dniach 9 – 15 grudnia 2012 roku w Rumunii (Braszów). 
Turniej Grupy B odbędzie się w dniach 12 – 18 stycznia 2013 roku w Serbii (Nowy Sad). 
Awans do pierwszej dywizji wywalczyła drużyna Japonii, natomiast spadek do drugiej dywizji grupy B zanotowała drużyna Hiszpanii.

## Trzecia dywizja
| Lp. | Drużyna                      |
| --- | ---------------------------- |
| 1   | Chiny                        |
| 2   | Bułgaria                     |
| 3   | Nowa Zelandia                |
| 4   | Meksyk                       |
| 5   | Turcja                       |
| 6   | Zjednoczone Emiraty Arabskie |

W mistrzostwach trzeciej dywizji uczestniczy 6 zespołów. Rozegrają one mecze systemem każdy z każdym. Zwycięzca turnieju awansuje do mistrzostw świata drugiej dywizji w 2014 roku.
Turniej odbędzie się w dniach 14 – 20 stycznia 2013 roku w Bułgarii w Sofii.